# آلبرت چرنی
آلبرت چرنی (چکی: Albert Černý؛ زادهٔ ۱۷ فوریهٔ ۱۹۸۹) خواننده و گیتارنواز چک-لهستانی است. او به عنوان خواننده اصلی «چارلی استریت» و لیک مالاوی شناخته می‌شود.